# Зиверт, Роберт
Роберт Зиверт (нем. Robert Siewert; 30 декабря 1887, Шверзенц, провинция Позен — 2 ноября 1973, Восточный Берлин, ГДР) — деятель немецкого рабочего движения, политик, антифашист, узник концентрационных лагерей нацистской Германии, участник движения сопротивления в Бухенвальде.

## Биография
Сын плотника. Работал каменщиком. В 1906 году вступил в ряды СДПГ. С 1908 года по 1915 год работал в Швейцарии, где познакомился с Лениным и Г. Брандлером.
Участник Первой мировой войны, солдатом служил на Восточном фронте. С 1918 года — член Союза Спартака, участник Ноябрьской революции 1918 года, избирался в Совет солдатских депутатов. После этого, стал членом Коммунистической партии Германии.
С 1919 года занимал руководящие партийные посты в промышленном районе Рудные горы. В 1919 и 1920 годах избирался делегатом на съезды КПГ, затем — секретарь объединительного съезда КПГ и СПДГ. Член ЦК КПГ в 1921—1923 годах. В 1922 году — делегат IV Всемирного конгресса Коминтерна.
Будучи сторонником Г. Брандлера, будущего лидера Оппозиционной Компартии Германии, в 1924 году был освобождён от всех занимаемых постов, а в 1929 году исключён из КПГ.
Работал редактором журнала «Einheit», ориентированного на левых социал-демократов. В 1926—1929 годах Зиверт был депутатом ландтага Саксонии.
После захвата власти нацистами в 1933 году, был арестован, обвинен в государственной измене и приговорён к 3 годам заключения. Отбыв тюремный срок, не был освобождён, а направлен в концлагерь Бухенвальд.
Находясь в лагере, установил связи с членами КПГ и стал одним из членов подпольного руководства борцов с нацистами. Подвергался репрессиям. Освобождён в апреле 1945 года.
После войны работал в партийных и государственных структурах Саксонии-Анхальт. Был первым вице-президентом провинции Саксония, затем — министром внутренних дел Саксонии-Анхальт.
После смерти Сталина и процесса десталинизации в СЕПГ, Зиверт был реабилитирован от всех обвинений в его адрес. Награждён рядом наград ГДР. Работал в Министерстве строительства, принимал активное участие в руководстве Союза жертв нацистского режима ГДР.
Похоронен в Берлине на Мемориале социалистов.

## Память
- Имя Роберта Зиверта носили улицы в берлинском районе Карлсхорст и г. Хемниц.
- В Берлине в его память установлена мемориальная доска.
- В 1987 году в честь 100-летнего юбилея Зиверта выпущена почтовая марка ГДР.